# Waßmannsdorf

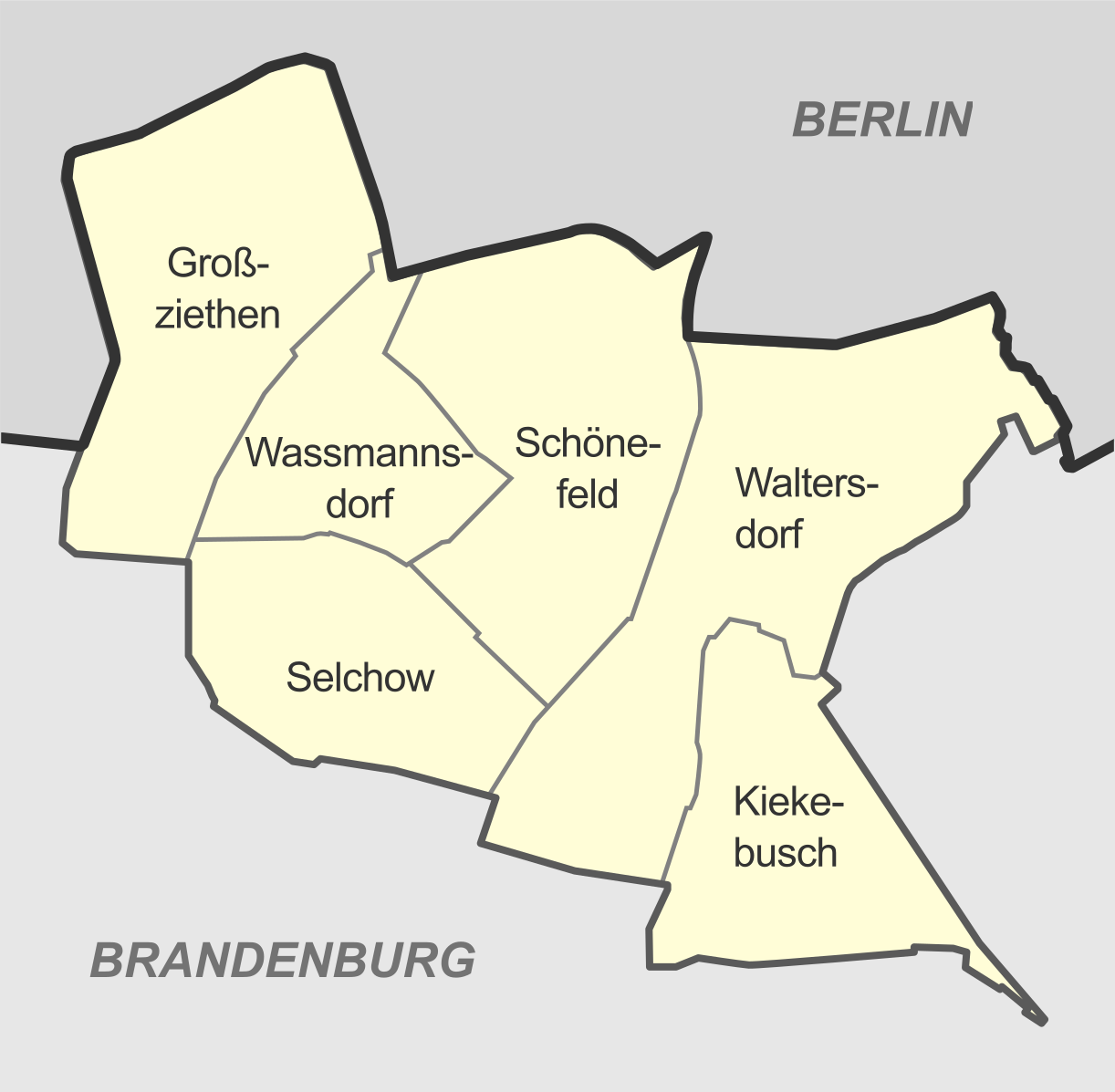
Ortsteile der Gemeinde Schönefeld, darunter Waßmannsdorf

Waßmannsdorf [ˈvasmansdɔʁf] ist einer der sechs Ortsteile der Gemeinde Schönefeld und liegt im Landkreis Dahme-Spreewald südlich von Berlin unweit des Flughafens Berlin Brandenburg im Land Brandenburg.

## Geografische Einordnung
Waßmannsdorf wird im Uhrzeigersinn von Norden beginnend von folgenden Orten umkreist: Großziethen, Berlin-Rudow, Schönefeld und Selchow.

## Geschichte und Etymologie

### 13. bis 15. Jahrhundert

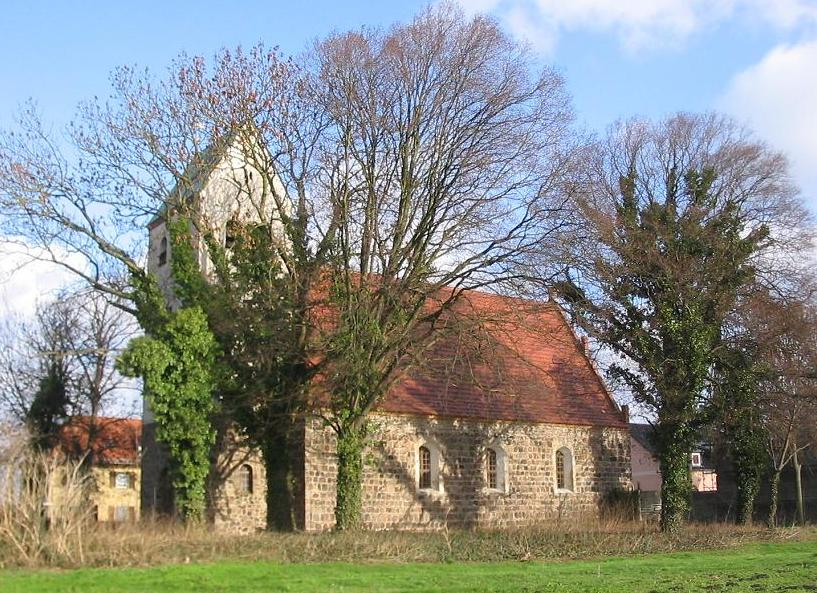
Feldsteinkirche, 13. Jahrhundert

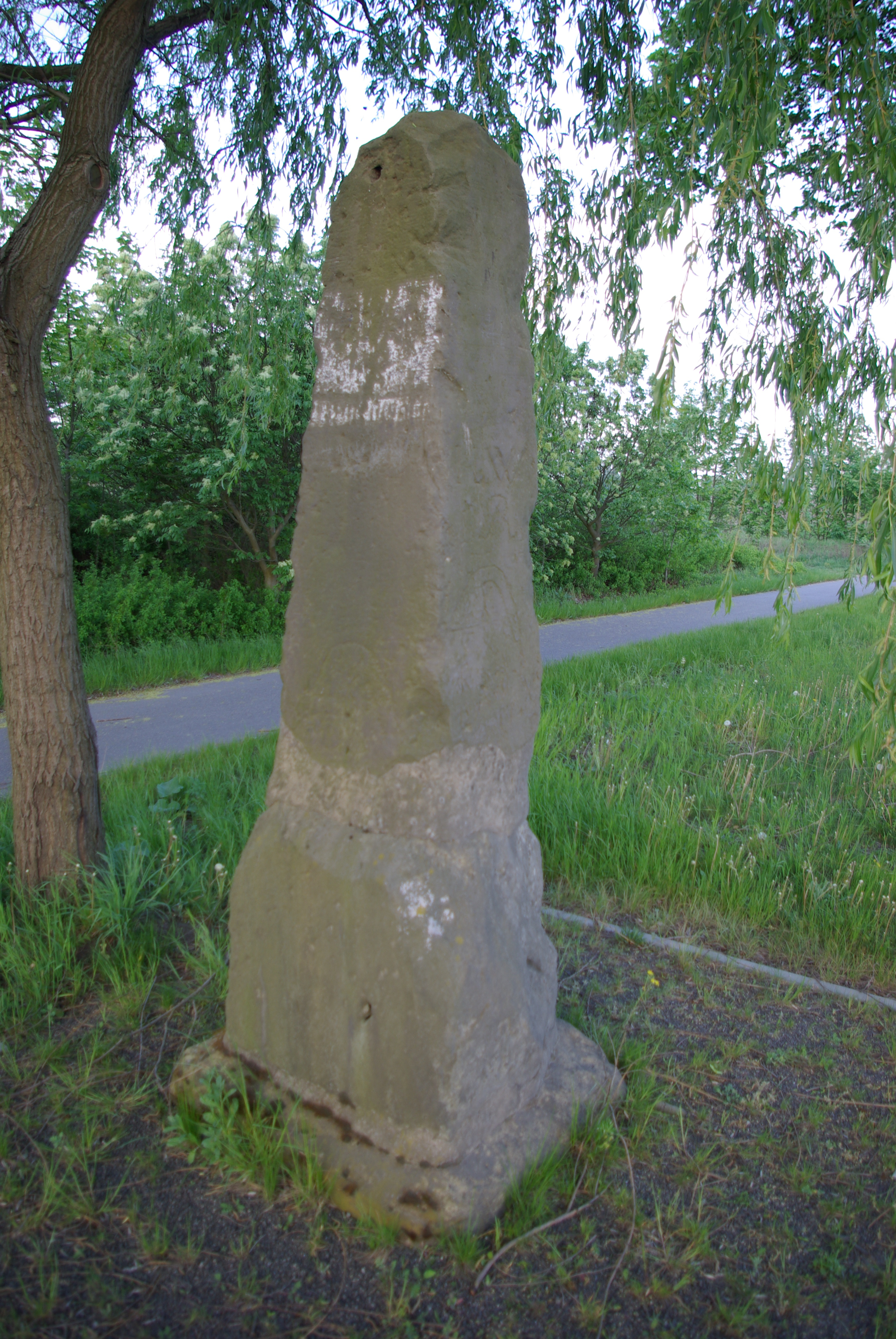
Postmeilensäule in Waßmannsdorf

Nach Gerhard Schlimpert ist im Riedelschen Codex diplomaticus Brandenburgensis für das Jahr 1338 ein Johannes de Wachmestorp verzeichnet. Der Ort selbst wurde erstmals 1350 als Wasmestorp urkundlich erwähnt. 1380 ist der erste Kirchenbau in Waßmannsdorf belegt. Die Namensableitung aus einem deutschen Personennamen bleibt unklar, wobei Schlimpert entweder eine Ableitung aus dem Vornamen Wasmōt oder aus dem germanischen Was-, baswa = ‚Vaterschwester‘ als möglich angibt. Das Straßendorf wurde 1375 als Wasmerstorpp, Wasmestorff, Wasmestorp und Wasmerstorff im Landbuch Karls IV. erneut erwähnt. Es war zu dieser Zeit 48 Hufen groß, davon standen dem Pfarrer vier abgabenfreie Pfarrhufen zu. Im Dorf lebten weiterhin der Dorfschulze und fünf Kossäten. Es gab bereits eine Windmühle und einen Krug. Das Dorf gehörte vor 1375 bis nach 1394 der Familie Selchow, die weiterhin einen Hof mit elf Hufen besaßen. Die Bede und Wagendienste fielen der Burg zu Wusterhusen zu. Dieser Anteil ging um 1450 an die Familie Mußlow (Musolf). Die Gemarkung war mittlerweile 50 Hufen groß. Vier Hufen standen nach wie vor dem Pfarrer zu, drei lagen jedoch wüst. Für die übrigen 43 Hufen zahlten die Kossäten Zinsen. Vor 1461 bis Ende des 16. Jahrhunderts übernahm die Familie von Schlabrendorf, heutige Schreibweise Schlabrendorff, den Ort. Sie erhielten auch die Ober- und Untergerichtsbarkeit sowie das Kirchenpatronat (1463, 1536). Waßmannsdorf war im Jahr 1541 mit 46 Hufen und vier Pfarrhufen gleich groß geblieben.

### 16. und 17. Jahrhundert
Im 16. Jahrhundert wurde das Dorf geteilt. Die von Schlabrendorff behielten eine Hälfte, davon fünf freigekaufte Hufen, einen Sechshufner, eine Hufe die als „Diepenseeische Hufe“ bezeichnet wurde sowie die Hebungen des Krügers sowie eines weiteren Mannes (1694, 1714). Der zweite Teil ging an die von Thümen, die bereits seit 1580 in den Pfandbesitz von Diensten und Abgaben der von Schlabrendorf gelangt waren, darunter auch das Gut Gallun. Vor 1610 trat mit der Familie von Görtzke zu Beuthen ein weiterer Besitzer auf. Mit diesen drei Eigentümern lebten vor dem Dreißigjährigen Krieg im Dorf elf Hufner, fünf Kossäten, ein Hirte sowie ein Laufschmied. Die Einwohner bewirtschafteten 46 Hufen, von denen ein Hof mit fünf Hufen jedoch im Jahr 1619 an einen G. Eckart freigewilligt wurde und somit keine Einkünfte einbrachte. Nach dem Krieg lebten im Jahr 1652 der Schulze mit zwei Knechten, fünf Bauern sowie vier Kossäten mit zwei Söhnen und einem Knecht im Ort. Zwischenzeitlich war der Görtzke'sche Anteil im Jahr 1643 an die Familie von Britzke übergegangen. Sie erhielten einen Anteil am Kirchenpatronat, an der Straßen- und Zaungerechtigkeit sowie Hebungen aus vier Höfen, darunter des Kruges sowie den Dienst von zwei Höfen (1719).

### 18. Jahrhundert
Um 1705 ist der Oberst Ewald Bogislav von Schlabrendorff Besitzer der Gutsanteile seiner Familie im Ort. Sein Sohn Friedrich kann ein Novum auf sich vereinen, er war damals der erste Zögling der neugegründeten Ritterakademie auf der Dominsel in Brandenburg.  Im Jahr 1711 standen im Dorf zehn Wohnhäuser (=Giebel) „in allem“. Darin wohnten der Schmied, der Hirte sowie ein Junge. Sie bewirtschafteten 41 Hufen und zahlten je Hufe acht Groschen an Abgaben. 1719 wurden fünf Hufen freigekauft und kamen samt Ackern und Wiesen an die von Schlabrendorf. Im Jahr 1734 lebten im Dorf 113 Einwohner. 1745 waren es acht Bauern, vier Kossäten, ein Krug, eine Windmühle sowie drei Meiereien. Mitte des 18. Jahrhunderts ist zunächst der Domherr Karl Bogislav von Schlabrendorff der Grundbesitzer, ihm folgt sein jüngerer Bruder Otto, ebenfalls mit einem hohen Ehrenamt ausgezeichnet, Senior des Hochstifts zu Brandenburg. Im Jahre 1761 heiratete dann der damalige Gutsherr auf Waßmannsdorf und Diepensee Hans Karl August von Schlabrendorff. Ehefrau wird eine Tochter aus der Familie von Bismarck-Schönhausen,  Dorothea Charlotte Wilhelmine. Schlabrendorff war Johanniterritter und Komtur des Ordens zu Lagow.  Ab 1775 setzte sich endgültig die heutige Schreibweise des Ortsnamens durch. 1771 standen im Dorf nur noch sieben Wohnhäuser sowie eine Schmiede; 1773 erschien eine private Windmühle. 1785 wurde das zuvor dreigeteilte Dorf unter der Herrschaft der von Schlabrendorf vereint.

### 19. Jahrhundert
Zum Beginn des neuen Jahrhunderts bestand der Ort aus dem Dorf mit der Meierei. Dort arbeiteten acht Ganzbauern, acht Ganzkossäten sowie zwei Büdner. Es gab einen Krug, eine Windmühle und 18 Feuerstellen (=Haushalte). Zwischenzeitlich hatte die Familie Büttner das Dorf übernommen und gab es 1836 an die Familie Gottgetreu und deren Erben. 1840 standen in Dorf und Meierei insgesamt 19 Wohnhäuser. 1841 wurde im Ort eine erste Schule eröffnet, womit für die Kinder der weitere Weg nach Selchow entfiel. 1855 waren es bereits 223 Einwohner, die sich auf 63 Gebäude verteilten. Im Jahr 1858 wurde erstmals ein Rittergut erwähnt. Es gab neun Hof- und Gutseigentümer, die 28 Knechte und Mägde sowie 16 Tagelöhner beschäftigten. Weiterhin gab es vier nebengewerbliche Landwirte mit sechs Knechten und Mägden sowie 21 Arbeiter und drei Bediente. Im Dorf gab es 13 Besitzungen: Eine war mit 1673 Morgen größer als 600 Morgen, sieben zwischen 30 und 300 Morgen (zusammen 855 Morgen), drei zwischen 5 und 30 Morgen (zusammen 76 Morgen) sowie zwei unter 5 Morgen (zusammen 4 Morgen). Im Dorf hatten sich zwischenzeitlich einige Gewerke niedergelassen. Es gab einen Bäckermeister mit einem Gesellen, einen Zimmergesellen, einen Schneidermeister mit einem Gesellen, einen Grobschmiedemeister, einen Mühlenflickarbeiter sowie einen Krug. Im Jahr 1860 gab es im Dorf drei öffentliche, 17 Wohn- und 37 Wirtschaftsgebäude, darunter eine Getreidemühle. Das Dorf war 815 Morgen groß, darunter 694 Morgen Acker, 58 Morgen Weide, 23 Morgen Wald, 23 Morgen Wiese sowie 17 Morgen Gehöfte. Im Rittergut standen fünf Wohn- und 12 Wirtschaftsgebäude; es war 1815 Morgen groß, darunter 1673 Morgen Acker, 70 Morgen Wiese, 50 Morgen Wald, 17 Morgen Gartenland und 5 Morgen Gehöfte. 1869 kam es zur Gründung der örtlichen Freiwilligen Feuerwehr. Nach dem Generaladressbuch der Ritterguts- und Gutsbesitzer für die Provinz Brandenburg besaß der bürgerliche Rittergutsbesitzer Damköhler 446 ha. 1890 erwarb die Landgemeinde Rixdorf das örtliche Gut mit 1800 Morgen um es u. a. für die Verrieselung zu nutzen. 1893 wird die Rieselanlage in Betrieb genommen.

### 20. und 21. Jahrhundert

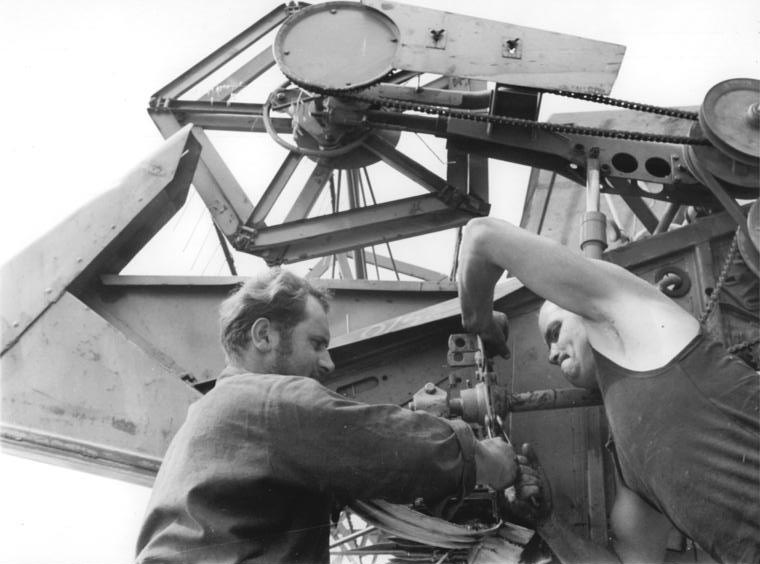
Reparaturarbeiten in der LPG, 1971

Um die Jahrhundertwende standen im Ort 30 Häuser; im Rittergut waren es vier Stück. Der Bestand wuchs auf 50 Häuser im Jahr 1931 an. 1907 kam es zur Einweihung eines neuen größeren Schulgebäudes (seit der Schließung der Schule 1967 Nutzung als Kindertagesstätte). 1912 wurde Waßmannsdorf als Landgemeinde mit 307 Einwohnern und einem Gutsbezirk mit 159 Einwohnern registriert. Mit der 1920 erfolgten Eingemeindung von Neukölln, dem früheren Rixdorf, in Berlin fällt das 608 Hektar große Rieselgut Waßmannsdorf an Berlin und wird Teil des Eigenbetriebs Berliner Stadtgüter. 1925 leben nach der Volkszählung in der Ortschaft 310 Personen, davon 168 weiblich. Im Gutsbezirk wohnen etwa 230 Personen. Im Jahr 1928 wurde das Rittergut als vormalig juristisch eigenständiger Ort mit der Gemeinde Waßmannsdorf vereinigt. Kurz vor der großen Wirtschaftskrise hatte das Gut der Berliner Stadtgüter GmbH die Größe von 640 ha. Vom Status Rittergut ist im letztmals veröffentlichten Landwirtschaftlichen Adressbuch nicht mehr die Rede. Dafür benennt aber diese Quelle die Namen der Bauernhöfe über 30 ha aufwärts, und zwar der Familien Lehne, Mette, Schulze, Scramm und Steppekohl. 1932 bestanden das Dorf mit den Wohnplätzen Pumpwerk und Zentralkläranlage. In den Jahren bis 1939 stieg die Einwohnerzahl von Waßmannsdorf auf 728. Im gleichen Jahr gab es im Dorf einen land- und forstwirtschaftlichen Betrieb, der größer als 100 Hektar war. Zehn weitere Betriebe waren zwischen 20 und 100 Hektar groß, vier Betriebe zwischen 10 und 20 Hektar, sechs Betriebe zwischen 5 und 10 Hektar sowie elf Betriebe zwischen 0,5 und 5 Hektar.
Nach dem Zweiten Weltkrieg wurde das Gut in ein Volksgut umgewandelt und 42 Hektar enteignet. Die Flächen wurden auf neun Bauern aufgeteilt, die zwischen einem und fünf Hektar erhielten. Im Jahr 1958 gründete sich eine LPG vom Typ I mit zunächst sechs Mitgliedern und 46 Hektar landwirtschaftlicher Nutzfläche. Im Jahr 1960 gab es im Dorf das VEG Waßmannsdorf mit 111 Beschäftigten, zu dem 1969 der Betriebsteil Diepensee hinzukam. Die LPG hatte mittlerweile 38 Mitglieder, die 211 Hektar Fläche bewirtschafteten. Sie wurde 1968 mit der LPG Typ I in Selchow zu einer LPG Typ III vereinigt. 1973 bestand das VEG Kombinat Waßmannsdorf mit den Betriebsteilen Kleinziethen und Selchow sowie die LPG Waßmannsdorf mit dem Betriebsteil Selchow.
Bis zur Wende bestand in Waßmannsdorf an der Straße nach Rudow eine Kaserne für 2 Kompanien der Grenztruppen der DDR.
In der Gemeindevertretung wurde 1999 ein Ortswappen beschlossen, das auf rotem Grund eine Kirche mit einem auf dem Dach stehenden Storch zeigt. 2001 zählte Waßmannsdorf 891 Einwohner.
Die bis dahin selbstständige Gemeinde wurde 2003 nach Schönefeld eingemeindet.

## Bevölkerungsentwicklung
| Jahr      | 1734 | 1772 | 1801 | 1817 | 1840 | 1858                | 1895 | 1925 | 1939 | 1946 | 1964 | 1971 | 2015 |
| Einwohner | 113  | 103  | 116  | 88   | 165  | Dorf 141 und Gut 82 | 446  | 553  | 702  | 866  | 647  | 594  | 784  |

## Politik

### Wappen
Blasonierung: „In Rot auf goldenem Boden eine silberne Kirche in Seitenansicht mit linksstehendem Turm und einem auf dem Dach des Langhauses stehenden rotbewehrten Storch in natürlichen Farben.“
Das gestaltete Wappen heraldisiert ein älteres Bildsiegel des Ortes, das die Kirche als ältestes Gebäude der Gemeinde und den Storch als typisches naturräumliches Symbol darstellt.
Das Wappen wurde vom Heraldiker Frank Diemar gestaltet.

## Kultur und Sehenswürdigkeiten
Die Dorfkirche Waßmannsdorf ist eine Feldsteinkirche, die vermutlich in der Mitte des 13. Jahrhunderts errichtet wurde. 1926 kam der Westturm hinzu. In ihrem Innern steht unter anderem ein hölzerner Kanzelaltar aus dem Anfang des 18. Jahrhunderts.

## Wirtschaft
Bei Waßmannsdorf befindet sich das Klärwerk Waßmannsdorf, eines der drei Hauptklärwerke der Berliner Wasserbetriebe. Ursprünglich 1927 als biologisches Klärwerk in Betrieb genommen, wurde es in den 1990er Jahren um mehrere Reinigungsstufen und ein Blockheizkraftwerk auf eine Kapazität von 230.000 m³ pro Tag erweitert.

## Verkehr

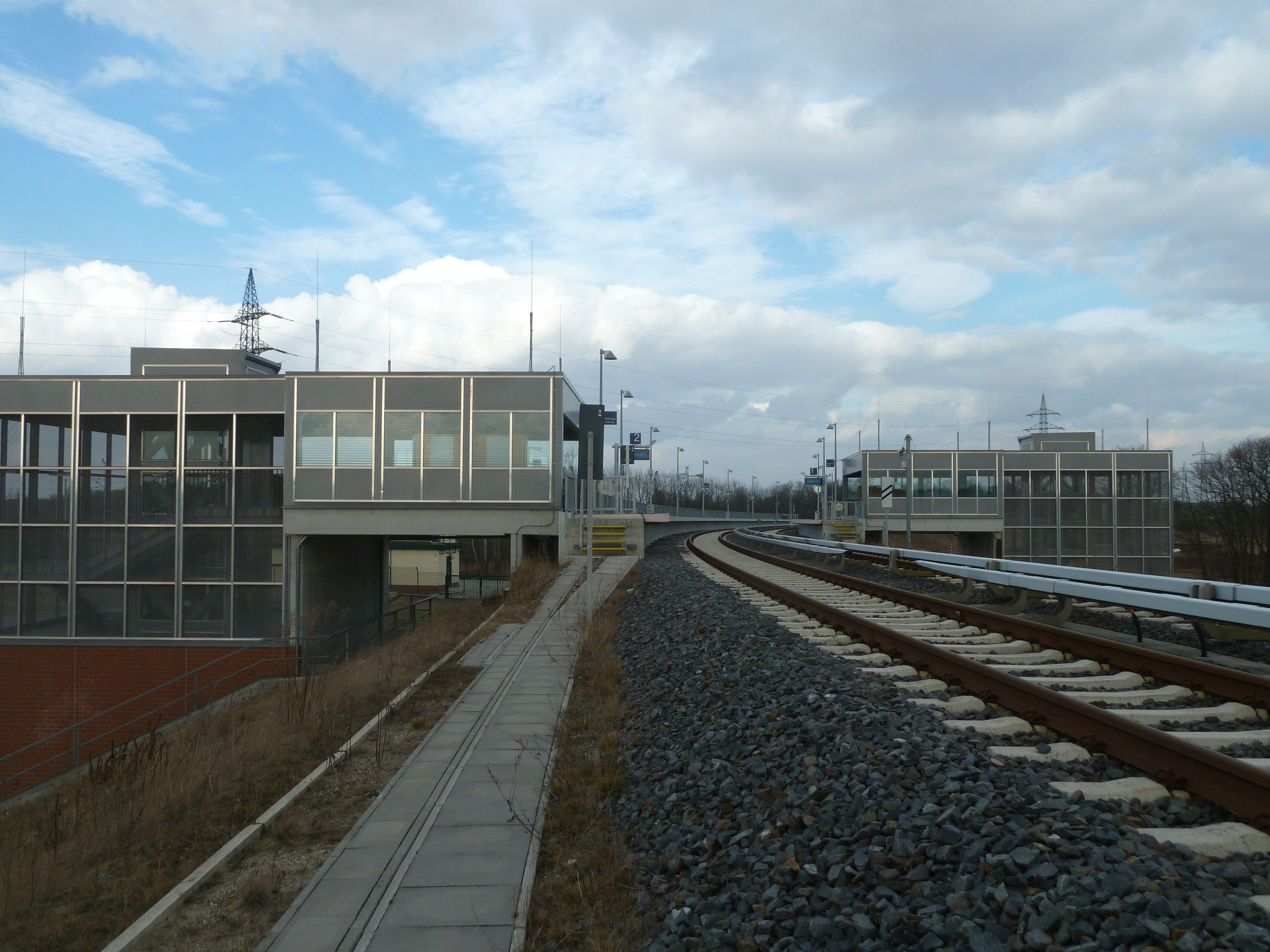
Bahnhof Waßmannsdorf

Der Bahnhof Waßmannsdorf liegt an der Bahnstrecke Grünauer Kreuz–Berlin Flughafen BER. Er wurde 2011 fertiggestellt und ging am 25. Oktober 2020 in Betrieb. Hier halten die Linien S9 und S45 der S-Bahn Berlin. Waßmannsdorf wird außerdem durchschnitten von den Eisenbahngleisen des Berliner Außenrings, an denen das Dorf jedoch keinen Bahnhof besitzt.
Durch den Ort verläuft die Bundesstraße 96a, welche den Flughafen anbindet und als Zubringer zur nahe gelegenen Bundesautobahn 113 (Schönefeld-Süd) dient. Westlich des Ortes verläuft die Bundesstraße 96.